# Leurs premières amours
Pour plus de détails, voir Fiche technique et Distribution.
Leurs premières amours (en russe : Сверстницы) est un film soviétique de 1959 réalisé par Vassili Ordynsky.

## Fiche technique
- Titre original : Сверстницы
- Titre : Leurs premières amours
- Réalisation : Vassili Ordynsky
- Scénario : Alla Belyakova
- Photo :
- Musique : Véniamine Basner
- Genre :
- Studio :
- Format :
- Pays : URSS
- Durée :
- Sortie : 1959 (URSS)

## Distribution
- Lyudmila Krylova : Svetlana
- Lidiya Fedoseyeva-Choukchina : Tanya (Lidiya Fedoseeva)
- Margarita Kochelev : Kira (Margarita Koshelyova)
- Vladimir Kostin : Vassya
- Vsevolod Safonov : Arkadi
- Kirill Stolyarov : Yurotschka
- Vladimir Koretsky : Gleb
- Vladimir Vyssotski